# Walter Beling
Walter Beling (* 19. Mai 1899 in Berlin; † 31. Mai 1988 in Ost-Berlin) war ein deutscher KPD- und SED-Funktionär, Widerstandskämpfer gegen den Nationalsozialismus und Diplomat der DDR.

## Leben
Beling, Sohn eines Schneiders, machte nach dem Besuch der Volksschule von 1913 bis 1917 eine Ausbildung zum Maschinenschlosser und belegte gleichzeitig sechs Semester lang Kurse an der Berliner Maschinenbauschule. Anschließend war er im Beruf sowie als Angestellter in verschiedenen Handelsbetrieben tätig. 1916 wurde er zum Kriegsdienst eingezogen. 1918 beteiligte er sich am Matrosenaufstand in Kiel und war Anfang 1919 auch an den Verteidigungskämpfen in Berlin beteiligt.
Ab 1919 war Beling gewerkschaftlich organisiert. 1924 wurde er Mitglied der KPD. Von 1926 bis 1930 war er stellvertretender Vorsitzender bzw. Vorsitzender der KPD-Unterbezirksleitung Berlin-Prenzlauer Berg. Ab 1928 war er Mitarbeiter des ZK der KPD. Ab 1928 war er in der Kassen-Abteilung des Zentralkomitees unter der Leitung des Reichskassierers Artur Golke tätig. 1930 übernahm er die Abteilungsleitung Finanzen und wurde im April 1933 Schatzmeister der bereits „illegalen“ KPD. Von 1929 bis 1931 war er zudem Mitglied der KPD-Bezirksleitung Berlin. 1932 absolvierte er einen Halbjahreslehrgang an der Reichsparteischule der KPD und war 1932/33 als Lehrer an verschiedenen KPD-Schulen tätig.
Durch Denunziationen von Paul Grobis und Werner Kraus wurde er am 20. Juli 1933 von der Gestapo verhaftet und wegen seiner Widerstandstätigkeit vom Volksgerichtshof zu einer zweieinhalbjährigen Zuchthausstrafe verurteilt, die er im Strafgefängnis Plötzensee und im Zuchthaus Luckau verbrachte. Da er nach seiner Haftentlassung weiter unter Beobachtung der Gestapo stand, floh er im Januar 1936 nach Prag, wo er Mitarbeiter des Sekretariats des ZK der KPD sowie Redakteur der Deutschland-Informationen wurde. Im November 1936 ging Beling nach Frankreich. In Paris gehörte er der KPD-Abschnittsleitung West an und leitete wiederum die Abteilung Kasse. Er war zudem Mitarbeiter der Zeitungen Rote Fahne, Internationale und Rundschau. 1937 und 1938 unterstützte er den Freiheitskampf des spanischen Volkes. In dieser Zeit arbeitete er unter anderem als Redakteur des Deutschen Freiheitssenders 29,8. Nach seiner Rückkehr nach Frankreich wurde er dort im September 1939 interniert. Im Juni 1940 gelang ihm die Flucht aus dem Internierungslager und er begab sich in den noch nicht von der Wehrmacht besetzten Teil Frankreichs. Im September 1940 erzielte er mit dem Beauftragten des ZK der Französischen Kommunistischen Partei (FKP) Maurice Tréand eine Vereinbarung, die zur Entstehung der Sektion Travail allemand innerhalb des Immigrantenverbandes Main-d'œuvre immigrée (MOI) der FKP führte. Ab 1940 war er Polleiter der KPD-Leitung Toulouse (Decknamen: Claude und Clément). Beling versuchte unter anderem den internierten Franz Dahlem zu befreien. Am 12. Dezember 1941 wurde er in Marseille erneut verhaftet und interniert. Er konnte am 1. September 1942 auch aus dieser Internierung fliehen und sich erneut der Résistance anschließen. 1943/44 war er Mitarbeiter im Komitee Freies Deutschland für den Westen (KDFW frz. CALPO).
Im November 1945 kehrte Walter Beling nach Deutschland zurück und wurde Chefredakteur des Berliner Rundfunks. 1946 wurde er zum Abteilungsleiter für den Bereich „Organisation“ im Apparat der SED ernannt. Auf dem II. SED-Parteitag 1947 wurde er in den Parteivorstand (PV) und in das Zentralsekretariat des PV gewählt, in dem er bis 1950 verantwortlich für die Parteikasse und alle Geschäftsangelegenheiten der SED war. Im August 1950 wurden ihm nach dubiosen Vorwürfen im Rahmen einer Kampagne der Zentralen Parteikontrollkommission „wegen der im Exil zu Noel H. Field unterhaltenen Verbindungen“ alle Funktionen entzogen. Als Folge dieser absurden Anschuldigungen erkrankte er so schwer, dass er bis zum November 1951 arbeitsunfähig war.

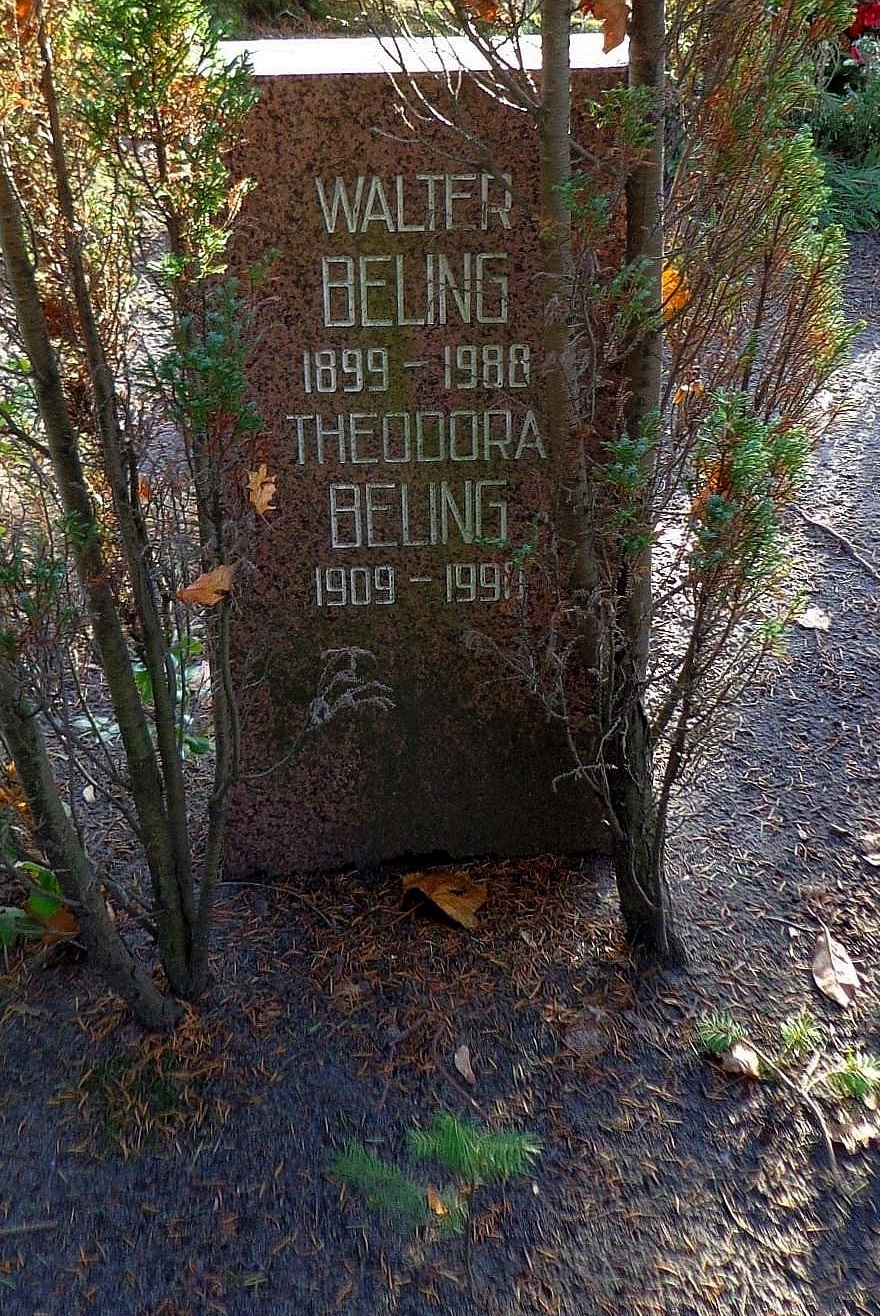
Grabstätte

Von 1951 bis 1955 war er Normensachbearbeiter und Leiter der Abteilung Betriebsorganisation, später stellvertretender bzw. kommissarischer Arbeitsdirektor im VEB Kranbau Eberswalde. Mit Beginn der Entstalinisierung der SED wurde er im Juli 1956 rehabilitiert und zum Leiter der Hauptabteilung „Europa“ im Ministerium für Auswärtige Angelegenheiten der DDR berufen. Von 1959 bis 1965 war er Ständiger Vertreter der DDR bei der UNO-Wirtschaftskommission für Europa in Genf.
1950 heiratete er Thea Saefkow, geborene Brey. Beide wurden in der Grabanlage Pergolenweg des Berliner Zentralfriedhofs Friedrichsfelde beigesetzt.

## Auszeichnungen
- Medaille für die Teilnahme an den bewaffneten Kämpfen der deutschen Arbeiterklasse in den Jahren 1918 bis 1923 (1958)
- Vaterländischer Verdienstorden in Silber (1959) und in Gold (1964) sowie Ehrenspange zum Vaterländischer Verdienstorden in Gold (1974)
- Karl-Marx-Orden (1969)
- Orden „Stern der Völkerfreundschaft“ in Gold (1984)

## Schriften
- Beginn der Arbeit unter den deutschen Soldaten in Frankreich. In: Dora Schaul: Résistance. Erinnerungen deutscher Antifaschisten. Dietz, Berlin 1973.